# Buzău
Buzău este municipiul de reședință al județului cu același nume, Muntenia, România.
Având 103.481 de locuitori la recensământul din 2021, este al optsprezecelea oraș ca populație din România. Orașul se află pe malul drept al râului Buzău, în dreptul ieșirii acestuia dintre dealurile subcarpatice de curbură, într-o regiune cu climă temperată.
Buzău a fost un important târg în Evul Mediu. La începutul secolului al XVI-lea a fost înființată Episcopia Buzăului. Activitățile economice principale din oraș au fost comerțul și agricultura. După încheierea unei perioade de distrugeri succesive în secolele al XVII-lea–al XVIII-lea, economia Buzăului a căpătat și o importantă componentă industrială, în paralel cu dezvoltarea unui sistem de învățământ. În această perioadă a fost construit și Palatul Comunal care se află în Piața Daciei, clădirea emblematică a orașului, a fost amenajat parcul Crâng, principala zonă verde și, tot atunci, Buzăul a devenit un important nod feroviar. În perioada comunistă orașul s-a extins mult, triplându-și populația, și au fost construite numeroase fabrici, din care mare parte funcționează și astăzi, în contextul trecerii la o economie de piață.

## Etimologie
Denumirea orașului provine de la cea a râului pe al cărui mal se află. La rândul său, acesta este menționat cu numele de Μουσεος (Mouseos) într-un document în limba greacă din anul 376 e.n., ce făcea referire la martiriul lui Sava Gotul. Pornind de la această denumire, istoricul Vasile Pârvan considera că numele Buzăului vine de la forma tracică Bouzeos, transcrisă greșit în greacă (Μπ se pronunță B, iar textul antic a omis litera π). El a emis ipoteza că denumirea derivă din radicalul trac Buzes, la care s-a adăugat sufixul -eu, formă a vechiului -aios (greco-latin).

## Istorie

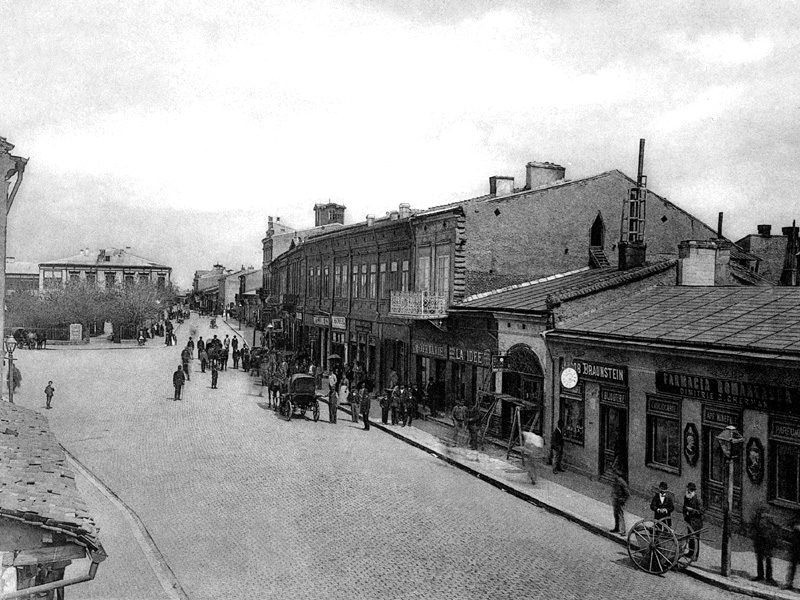
Buzăul la începutul secolului al XX-lea

Istoria scrisă a orașului începe odată cu cea a Țării Românești, statutul său de târg și punct de vamă fiind certificat de un document din timpul voievodului Dan al II-lea. Descoperirile arheologice din culturile Gumelnița și Monteoru arată prezența omului în regiune înaintea erei creștine. În perioada medievală a existat și o cetate a Buzăului, despre care s-au păstrat doar câteva mențiuni în documente străine, iar târgul, menționat ca fiind deja existent la 1431, a devenit și sediu episcopal ortodox în secolul al XVI-lea.
Începând cu secolul al XVII-lea, a început o perioadă cu numeroase lupte și invazii ce au avut loc în oraș și în jurul său, începând cu cele cauzate de participarea lui Mihai Viteazul la Războiul cel Lung și sfârșind cu cele suferite cu ocazia Revoluției din 1821. Au avut loc și dezastre naturale (epidemii, cutremure) și toate acestea au condus la distrugerea și depopularea Buzăului. Orașul însă a fost mereu reconstruit, localnicii punând imaginea păsării Phoenix pe stema orașului, ca simbol al renașterii.
Secolul al XIX-lea a adus o perioadă de înflorire culturală și economică a Buzăului. A fost construit și Palatul Comunal, clădirea–simbol a orașului, la capătul unei perioade în care a apărut și s-a dezvoltat o industrie, iar orașul a devenit nod feroviar în 1870–1880. Au apărut școli (Seminarul Teologic în 1836, Colegiul B. P. Hasdeu în 1867), s-au interpretat spectacole de teatru (începând cu 1852), Teatrul Moldavia fiind construit în 1898 și utilizat în prima jumătate a secolului următor drept principală sală de spectacole, unde au evoluat artiști ca George Enescu, C.I. Nottara și Nae Leonard. În oraș au locuit și activat pentru scurte perioade de timp Ion Luca Caragiale și Constantin Brâncuși.
În timpul Primului Război Mondial, Buzăul a fost ocupat de trupe germane după jumătatea lui decembrie 1916, mulți locuitori refugiindu-se de forțele de ocupație în satele din preajmă sau în Moldova Occidentală. Dezvoltarea orașului a fost frânată temporar, dar s-a reluat după război. Perioada interbelică a adus primele întreceri sportive (fotbal și box) și apariția întreprinderii „Metalurgica”, o afacere privată care a fost naționalizată ulterior de comuniști și continuă și astăzi ca parte a unui grup de firme private.
După cel de-al Doilea Război Mondial, industrializarea Buzăului a fost accelerată forțat, populația sa triplându-se în mai puțin de 50 de ani; noii locuitori au fost aduși de autorități pentru a lucra în fabricile construite pe platforma industrială de sud, dar și în nordul orașului. Orașul și-a schimbat profund aspectul, fiind construite cartiere muncitorești pe locul vechilor străzi comerciale, iar unele clădiri istorice dispărând, cum a fost cazul Teatrului Moldavia, al cărui rol cultural a fost preluat de „Casa de Cultură a Sindicatelor” și apoi și de Cinematograful Dacia.

### Monumente istorice

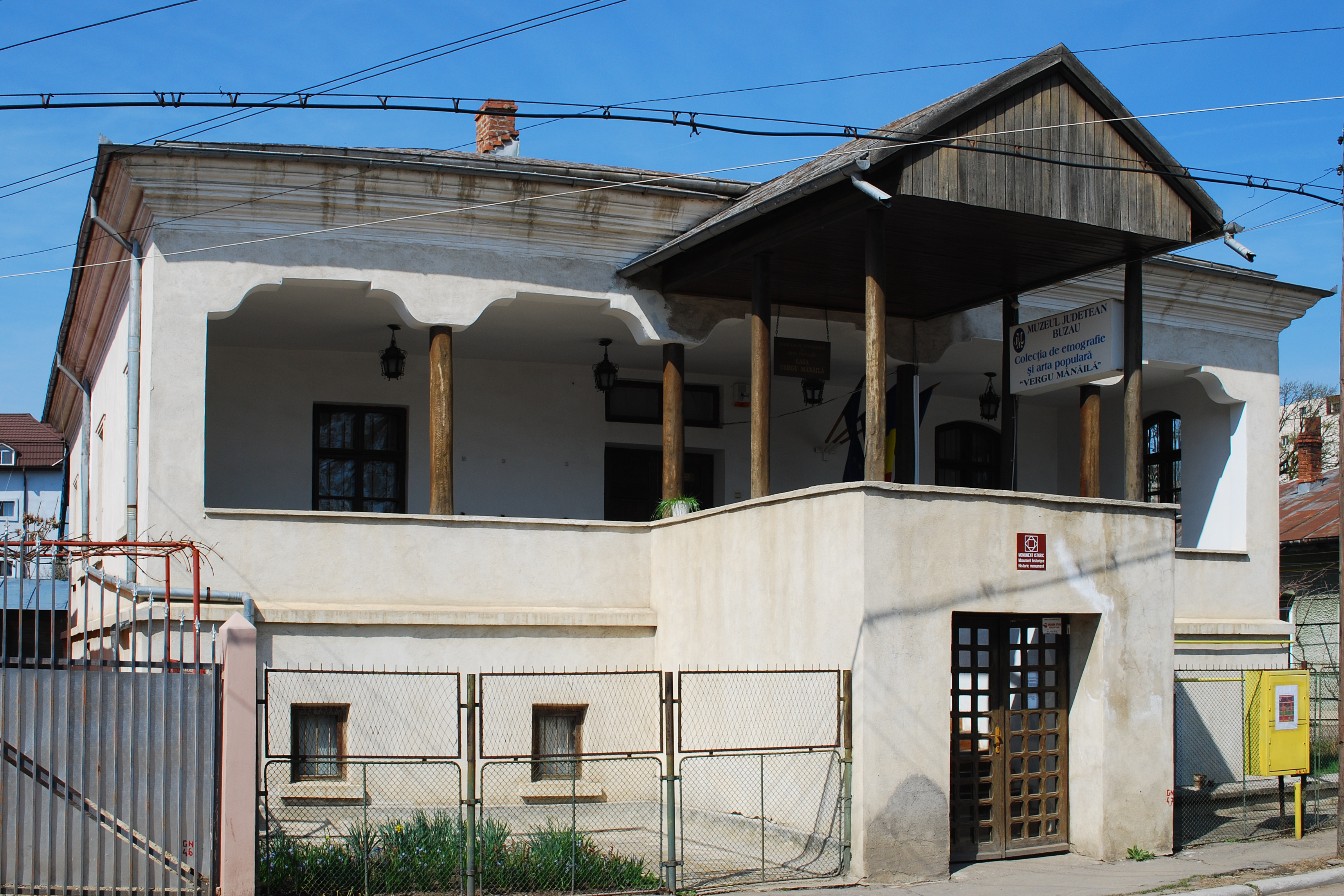
Casa Vergu-Mănăilă, una din cele mai vechi clădiri din Buzău, datează din anii 1780. Este singura clădire din vremea distrugerilor Buzăului (secolele al XVII-lea – al XVIII-lea). Adăpostește colecția de etnografie și artă populară a Muzeului Județean

În municipiul Buzău există opt monumente istorice de arhitectură de interes național: ansamblul bisericii „Nașterea Maicii Domnului” (denumită popular biserica Greci, sau biserica Neguțători, datând de la 1649), format din biserica propriu-zisă și turnul-clopotniță; clădirea Tribunalului (secolul al XX-lea); Biserica „Buna Vestire” a fostei mănăstiri „a Banului” (secolul al XVI-lea); ansamblul bisericii „Adormirea Maicii Domnului” din cartierul Broșteni, datând din 1709 (cu biserica și clopotnița ridicată în 1914); ansamblul Episcopiei Buzăului, cuprinzând Catedrala „Adormirea Maicii Domnului” (1649), paraclisul (1841), palatul episcopal (secolul al XVII-lea), seminarul vechi (1838), cancelaria (secolul al XIX-lea), turnul-clopotniță și zidul de incintă (secolul al XVIII-lea); Casa Vergu-Mănăilă (secolul al XVIII-lea, azi Colecția de etnografie și artă populară a Muzeului Județean Buzău); biblioteca județeană „Vasile Voiculescu” (1914); și Palatul Comunal (1899–1903, sediul Primăriei).
Sinagoga din Buzău și alte douăsprezece monumente sunt incluse în lista monumentelor istorice din județul Buzău ca monumente de interes local. Între ele se numără ansamblul străzii Cuza Vodă (secolul al XIX-lea) din centrul istoric al orașului, Parcul Crâng, Conacul Marghiloman, Hotelul Coroana, clădirea Colegiului Național B.P. Hasdeu și cea a Colegiului Național Mihai Eminescu, casa în care a locuit Hortensia Papadat-Bengescu și câteva monumente funerare din cimitirul Dumbrava, între care și replica statuii „Rugăciune” realizate de Constantin Brâncuși.

## Geografie
Municipiul Buzău este situat în zona centrală a județului, la 100 km de București, în sud-estul României, și ocupă o suprafață totală de 81,3 km². Municipiul se află la cotul Subcarpaților de Curbură, la confluența drumurilor între trei mari provincii românești: Muntenia, Transilvania și Moldova. Râul Buzău, pe al cărui mal drept se află, formează limita nordică a orașului. Forma orașului este alungită, orașul fiind mai mare de-a lungul râului. Buzăul ocupă altitudini de la 101 metri în nord-vest, în apropierea dealurilor până la 88 metri în apropierea râului, media fiind de 95 de metri (cât este și altitudinea în centrul orașului, în piața Dacia). Astfel, Buzău este un oraș aflat într-un relief plat, cu o diferență de altitudine de 10 metri de-a lungul unei linii de 4 km.

### Hidrografie
Râul Buzău constituie limita nordică a orașului. Râul a format și un bazin subteran pe care îl alimentează permanent cu apă. Apele subterane constituie sursă de apă potabilă pentru oraș, dar excedentul lor duce la formarea la sud de oraș, pe teritoriul administrativ al municipiului, dar și al comunelor vecine Costești, Stâlpu și Țintești, de mici izvoare ce udă niște mlaștini, din care izvorăște Călmățuiul.

### Climă
Precipitațiile anuale sunt de 500 mm și zăpada, iarna, poate ajunge până la 30 cm. Râul Buzău are fluctuații de debit frecvente. În special primăvara, la topirea zăpezilor în zona de munte a bazinului acestuia, apele râului cresc. Orașul a fost construit departe de o albie majoră adâncă, astfel că râul nu inundă orașul. La inundațiile din 2005 din România, apele râului au avariat grav podul aflat la marginea nordică a orașului, dar nu au produs pagube în oraș, întrucât malul său drept este regularizat prin îndiguiri de mal, și imediat în amonte de Buzău se află barajul Cândești. Cu toate acestea, autoritățile constată că strategia de apărare împotriva inundațiilor nu acoperă complet și sectorul de centură a orașului, porțiune din DN2, aflat în apropierea râului.
Clima este mai ales continentală, media fiind de 92 de zile de îngheț pe an (16 zile cu temperaturi sub -10 °C), dar și cu 92 de zile de vară, calde și secetoase. Vânturile locale includ Crivățul, care bate dinspre nord-est spre sud-vest (sau uneori dinspre est spre vest) și Austrul, vânt care bate dinspre sud-vest și aduce vara aer uscat și cald și iarna conduce la ridicarea temperaturii.
Temperaturile medii, minime și maxime lunare înregistrate în oraș sunt prezentate în tabelul de mai jos. În primele decenii ale secolului al XX-lea, temperatura medie a lunii iulie a crescut mai mult peste 22 °C, ceea ce face ca Buzăul să treacă de la limita între zonele Dfb/Dfa în adâncul zonei Dfa⁠(d) din cadrul clasificării climatice Köppen (vezi și Clima României).

### Floră și faună

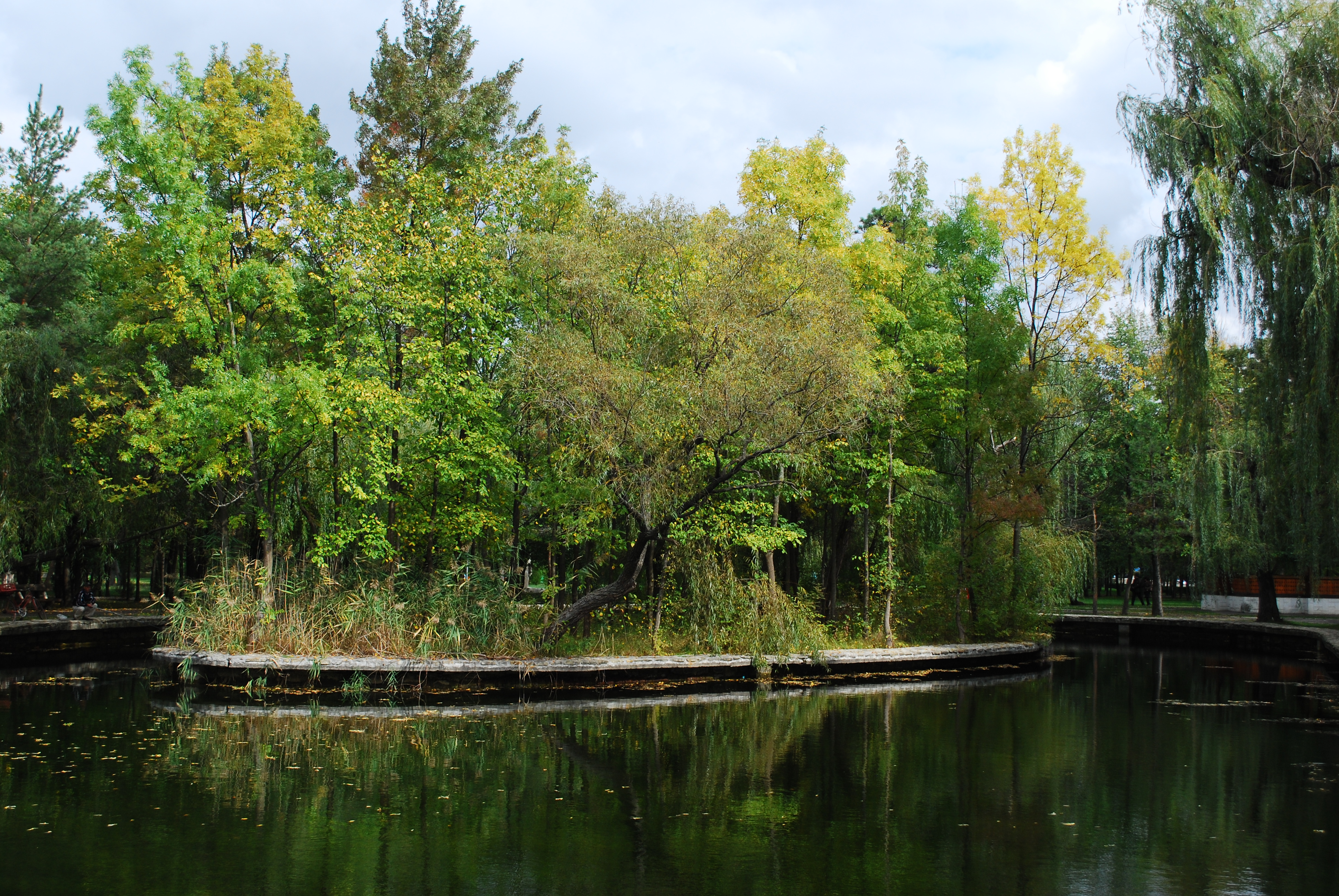
Parcul Crâng, principala zonă verde

Flora Buzăului este cea mai diversă într-o pădure aflată în vestul orașului, rest din Codrii Vlăsiei, pădure de stejar de 189 hectare. Parcul Crâng ocupă 10 hectare din această pădure care constituie principala zonă verde a Buzăului. Ea nu este desemnată ca arie naturală protejată, dar pe teritoriul ei sunt protejate câteva specii de plante, ca laleaua pestriță, laleaua de crâng și stânjenelul de baltă⁠(d). În comunele învecinate Țintești și Costești se află alte resturi din Codrii Vlăsiei — pădurile Frasinu, respectiv Spătaru. În curtea aflată la intersecția între strada Crizantemelor și strada Tudor Vladimirescu, în dreptul parcului din fața Colegiului B. P. Hasdeu, se află un exemplar secular de stejar, arbore declarat monument al naturii la nivel local. De asemenea, 6% din suprafața ariei protejate Lunca Buzăului, sit Natura 2000 gestionat de Universitatea Ecologică din București, se află pe teritoriul administrativ al municipiului, în zona de nord și est.
Mare parte din străzile din Buzău au copaci plantați pe margine, castani pe Bulevardul Nicolae Bălcescu și tei pe Bulevardul Unirii. Printre plantele crescute de localnici în grădini se numără trandafiri, zambile, lalele, bujori, și petunii, ca și viță de vie și iederă pentru umbră. Fauna sălbatică din Buzău este compusă din animale adaptate vieții în oraș. Cele mai des întâlnite păsări sunt vrabia, și guguștiucul, iar rozătoarele sunt reprezentate de dihor și șobolanul cenușiu. Lacurile sunt populate cu pești mici, cum ar fi boarța și țiparul, și de gușteri și melci.
În perioadele de migrație, un grup de ciufi de câmp și-a făcut un obicei de a poposi pentru câteva zile în curtea clădirii Inspectoratului Silvic din centrul orașului, unde se află câțiva brazi înalți. Recoltele experimentale de la Stațiunea de Cercetare și Dezvoltare pentru Legumicultură atrag uneori mistreți din pădurile de pe malul râului Buzău.

## Demografie
Componența etnică a municipiului Buzău
     Români (81,87%)
     Romi (3,57%)
     Alte etnii (0,16%)
     Necunoscută (14,39%)
Componența confesională a municipiului Buzău
     Ortodocși (82,84%)
     Alte religii (1,5%)
     Necunoscută (15,65%)
Conform recensământului efectuat în 2021, populația municipiului Buzău se ridică la 103.481 de locuitori, în scădere față de recensământul anterior din 2011, când fuseseră înregistrați 115.494 de locuitori. Majoritatea locuitorilor sunt români (81,87%), cu o minoritate de romi (3,57%), iar pentru 14,39% nu se cunoaște apartenența etnică. Din punct de vedere confesional, majoritatea locuitorilor sunt ortodocși (82,84%), iar pentru 15,65% nu se cunoaște apartenența confesională.
Date: Recensăminte sau birourile de statistică - grafică realizată de Wikipedia

### Comunități etnice
Principala minoritate etnică din oraș o constituie romii. 
De-a lungul istoriei, au existat în Buzău și alte comunități etnice, astăzi aproape dispărute. Cele care au lăsat cea mai importantă amprentă asupra orașului au fost evreii și bulgarii.

#### Romii
Așezați de către episcopia ortodoxă, după constituirea ei în secolul al XVI-lea, pe moșia sa de la nord-vest de târgul Buzăului, în satele Simileasca și Iorguleasca, romii au trăit sute de ani ca sclavi, lucrând pământul episcopiei. După eliberarea lor și reorganizarea administrativă din secolul al XIX-lea, satul Simileasca a devenit reședință de comună, dar în 1968 a fost integrat administrativ cu Buzăul. Comunitatea romilor este încă dispusă compact în această zonă, și își conservă identitatea, dar liderii ei consideră că romii din alte zone ale orașului, care nu mai vorbesc limba poporului lor, acceptă asimilarea de către românii majoritari, declarându-se români la recensăminte. Comunitatea se confruntă cu sărăcie endemică, cu analfabetism ridicat, cu lipsa calificărilor profesionale și cu abandonul școlar, fiind expusă riscului de permanentizare a statutului de masă de manevră electorală. Mulți dintre romi au plecat în străinătate, cu precădere în țările nordice. Există însă și proiecte derulate de primărie pentru îmbunătățirea situației, școala nr. 14, aflată în zonă, fiind epicentrul acestor acțiuni. Aceeași școală publică prin eforturile elevilor și o revistă școlară bilingvă, în română și romani, care promovează integrarea romilor.

#### Evreii

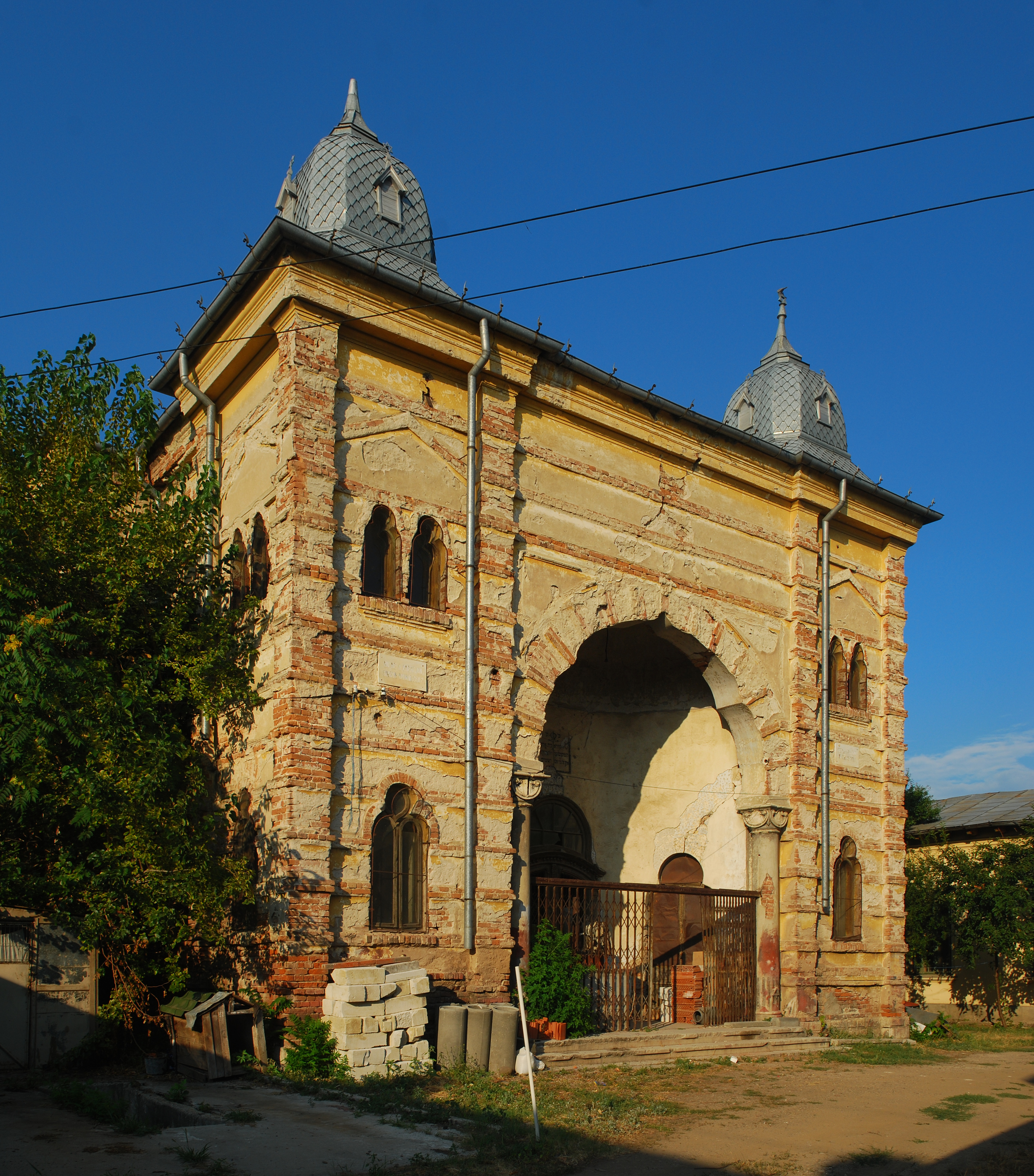
Templul evreiesc din Buzău

Deși prezența le era atestată documentar încă din secolul al XVI-lea, evreii buzoieni au constituit o comunitate importantă mai ales începând cu perioada de înflorire culturală și economică din secolul al XIX-lea, fiind în mare parte negustori și meseriași. Un cimitir evreiesc a apărut în 1853 și o sinagogă în 1885. În perioada interbelică, 10% din populația Buzăului era evreiască, procent semnificativ la nivelul restului zonei Munteniei, dar mai mic față de orașele din Moldova, ceea ce a ferit comunitatea de cele mai violente represiuni ale regimului antonescian; totuși, în timpul celui de al Doilea Război Mondial, evreii buzoieni au fost supuși mai multor persecuții: au fost constrânși să presteze muncă obligatorie (autoritățile au abuzat de această lege, extinzând atât vârstele la care trebuie prestată obligația în muncă, cât și activitățile în care consta ea), să plătească în total 15 milioane de lei (de patru ori impozitul fiscal) în contul „Împrumutului Reîntregirii”, li s-au confiscat diferite obiecte și li s-au impus restricții speciale. Comunitatea a găzduit pentru o vreme și orfani ai căror părinți muriseră în Holocaust și care au fost ulterior deportați în Transnistria. În timpul acelor persecuții, s-au remarcat ca apărători ai comunității evreiești căpitanii Stroie și Ionescu, familiile Scânteie și Stahu, precum și vrânceanul Anghel Anuțoiu, care a prevenit membrii comunității despre iminența unor raiduri naziste, salvând astfel viața mai multor evrei, între care rabinul Simon Bercovici, pe care l-a ajutat chiar să părăsească orașul și să se ascundă. După război, evreii din oraș au emigrat masiv în Israel, rămânând în urma lor o comunitate evreiască redusă la un număr de ordinul zecilor de persoane. Personalitățile provenite din rândul comunității evreiești buzoiene au fost pictorița Margareta Sterian și filosoful Ludwig Grünberg.

#### Bulgarii („sârbii”)
Emigrați în secolul al XVIII-lea pentru a evita prigoana otomană împotriva creștinilor din Balcani, și stabiliți în Țara Românească unde s-au bucurat de libertatea de a practica creștinismul, câteva grupuri de bulgari s-au stabilit în zona Buzăului. Numiți de localnici în mod eronat „sârbi” din cauză că vorbeau o limbă similară și s-au stabilit într-un loc unde anterior se așezaseră sârbi, noii imigranți se deosebeau de localnici mai ales prin faptul că se ocupau cu cultivarea legumelor (pentru care și-au organizat gospodării în apropierea râului), în timp ce agricultorii autohtoni cultivau cereale și creșteau animale. Deși comunitatea bulgară a fost asimilată de români, localnicii încă mai folosesc termenul „sârb” cu sensul de „legumicultor”.

## Politică și administrație
Municipiul Buzău este administrat de un primar și un consiliu local compus din 23 consilieri. Primarul, Constantin Toma, de la Partidul Social Democrat, este în funcție din 2016. Începând cu alegerile locale din 2024, consiliul local are următoarea componență pe partide politice:
|  | Partid                          | Consilieri | Componența Consiliului | Componența Consiliului | Componența Consiliului | Componența Consiliului | Componența Consiliului | Componența Consiliului | Componența Consiliului | Componența Consiliului | Componența Consiliului | Componența Consiliului | Componența Consiliului | Componența Consiliului | Componența Consiliului | Componența Consiliului |
|  | ------------------------------- | ---------- | ---------------------- | ---------------------- | ---------------------- | ---------------------- | ---------------------- | ---------------------- | ---------------------- | ---------------------- | ---------------------- | ---------------------- | ---------------------- | ---------------------- | ---------------------- | ---------------------- |
|  | Partidul Social Democrat        | 14         |                        |                        |                        |                        |                        |                        |                        |                        |                        |                        |                        |                        |                        |                        |
|  | Partidul Național Liberal       | 3          |                        |                        |                        |                        |                        |                        |                        |                        |                        |                        |                        |                        |                        |                        |
|  | Alianța Dreapta Unită           | 3          |                        |                        |                        |                        |                        |                        |                        |                        |                        |                        |                        |                        |                        |                        |
|  | Alianța pentru Unirea Românilor | 2          |                        |                        |                        |                        |                        |                        |                        |                        |                        |                        |                        |                        |                        |                        |
|  | Partidul S.O.S. România         | 1          |                        |                        |                        |                        |                        |                        |                        |                        |                        |                        |                        |                        |                        |                        |

Buzăul nu are subdiviziuni administrative, dar autoritățile locale își dirijează proiectele și strategiile ținând cont de o diviziune informală pe cartiere. În Strategia 2014–2020, erau identificate următoarele cartiere ale Buzăului: Centru, Micro 12/Indepenedenței, Marghiloman, Dorobanți, Nicolae Bălcescu, Simileasca, Micro 14, Poștă, Mihai Viteazul, Pod Horticolei, Luceafărul, Broșteni și Zona Industrială.
Rolul administrativ al Buzăului este acela de reședință a județului Buzău, motiv pentru care aproape toate serviciile publice la nivel de județ își au sediul aici. În plus, la nivel național, Buzăul găzduiește comandamentul Diviziei 2 Infanterie „Getica” (fosta armată a II-a), una dintre cele trei divizii ce compun Forțele Terestre Române, precum și trei batalioane din subordinea acesteia — unul de geniu, unul de comunicații și informatică și încă unul de logistică, iar în apropierea orașului, la Boboc se află o școală de aplicații pentru aviație.
Cea mai înaltă instanță judecătorească ce funcționează în oraș este Tribunalul Buzău, cu jurisdicție asupra întregului județ. În circumscripția acestui tribunal se află cele patru judecătorii din județ, dintre care una, Judecătoria Buzău, își are sediul în oraș și acoperă municipiul și alte 34 de comune din jur, având astfel cea mai mare jurisdicție dintre judecătoriile din județ. Instanța superioară acestora este Curtea de Apel Ploiești.
În Parlamentul României, Buzăul alege deputați pe listele asociate județului Buzău. Dintre cei șapte deputați aleși în 2016 în județ, șase (Marcel Ciolacu, Ionela Viorela Dobrică, Sorin Lazăr, Dănuț Păle, Nicolaie-Sebastian-Valentin Radu de la PSD și Adrian Mocanu de la PMP) își au biroul parlamentar în Buzău, doar Cristinel Romanescu avându-l în Râmnicu Sărat.
La sfârșitul secolului al XIX-lea s-a remarcat omul politic local Alexandru Marghiloman, posesorul unei moșii și al unui conac la marginea orașului. Germanofil, Marghiloman a fost prim ministru spre sfârșitul Primului Război Mondial, când România a semnat pacea de la București din 1918 și a început procesul de integrare a Basarabiei, care declarase unirea cu România la 28 martie în acel an. Un cunoscut politician contemporan originar din Buzău este Cătălin Predoiu; inițial ministru tehnocrat al justiției în guvernul condus de Călin Popescu-Tăriceanu, Predoiu s-a înscris în PNL, după care s-a retras în 2008 pentru a continua activitatea la conducerea Ministerului și a demarat în 2013 demersurile pentru o candidatură la președinție din partea PDL la alegerile din anul următor, iar după fuziunea între PDL și PNL, partidul rezultat, aflat în opoziție, l-a desemnat drept prim-ministru prezumptiv.

## Învățământul și educația
În municipiul Buzău funcționează centre de învățământ la distanță ale instituțiilor de învățământ superior din centrele universitare din regiune. În învățământul preuniversitar se remarcă trei colegii naționale: Colegiul Național „B. P. Hasdeu”, la care a studiat laureatul premiului Nobel George Emil Palade, Colegiul Național Pedagogic „Spiru Haret” și Colegiul Național „Mihai Eminescu”. În oraș funcționează Biblioteca județeană „Vasile Voiculescu” și Muzeul Județean Buzău, care administrează și o colecție de chihlimbar la Colți, casa memorială Vasile Voiculescu din Pârscov și o colecție de etnografie și artă populară specifică regiunii.
În domeniul sportului, la Buzău există patinoarul Ice Magic, Sala Sporturilor „Romeo Iamandi” (unde joacă echipa locală feminină de handbal SCM, dar și alte echipe angrenate în competiții internaționale), stadion de atletism și Stadionul Municipal unde a activat în trecut echipa de fotbal FC Gloria.

## Economie

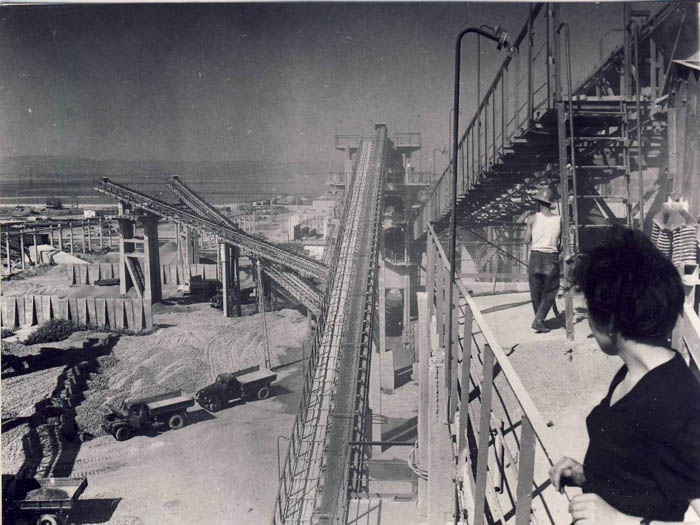
Fabrica de prefabricate din Beton, 1972

### Evoluția istorică a economiei
În perioada medievală, economia Buzăului era bazată pe comerț, târgul fiind punct de vamă și de schimb, și înflorind în urma poziției sale la curbura Carpaților la întretăierea drumurilor care legau Țara Românească de Moldova și Transilvania. Vechea tradiție de târg a Buzăului se păstrează încă, târgul Drăgaica ținându-se în luna iunie, în preajma solstițiului de vară și reunind mici producători și comercianți din diverse regiuni ale României.
Reforma agricolă din timpul domniei lui Alexandru Ioan Cuza a dus la luarea în arendă, în 1897 și 1898, de către grădinarii bulgari a unor terenuri achiziționate de stat de la episcopie. Aceștia și-au dezvoltat sisteme de distribuție a zarzavaturilor atât în Buzău, cât și în orașele din apropiere, ca Brașov, Ploiești sau Râmnicu Sărat, activitatea lor devenind și mai prosperă după împroprietărirea din 1921.
În urma încheierii perioadei distrugerilor orașului, dezvoltarea economică a căpătat și o componentă industrială. Spre sfârșitul secolului al XIX-lea, dezvoltarea rețelei de cale ferată în România, rețea în cadrul căreia orașul Buzău constituia un important nod, a dat un puternic impuls evoluției de la mici ateliere meșteșugărești spre instalații industriale. Prima astfel de instalație industrială a fost moara Garoflid, deschisă în 1883, care funcționa și ca fabrică de postav și dimie. În 1894, s-a construit o rafinărie de petrol a societății Saturn, rafinărie care a funcționat timp de 50 de ani.
După o scădere drastică la nivel național a producției industriale cauzată de Primul Război Mondial (producția din 1919 era doar un sfert din cea din 1913), dezvoltarea industrială a prins viteză în perioada interbelică. O componentă importantă a industriei locale a constituit-o industria de morărit. Prima moară industrială din oraș, Garoflid, denumită Zangopol după noul său proprietar, ajunsese în 1928 la un capital de 5 milioane de lei, iar în 1938 la 30 de milioane de lei, societatea de exploatare a ei având aproximativ 100 de angajați. O altă afacere importantă care a demarat în această perioadă a fost fabrica Metalurgica și Turnătorie – S.A., fondată în 1928 cu un capital de peste 9 milioane de lei. Deși la început a avut o perioadă dificilă, fiind închisă în timpul Marii Crize, ea și-a redeschis porțile în 1933, fiind închisă din nou între 1940 și 1944, în timpul celui de al Doilea Război Mondial.

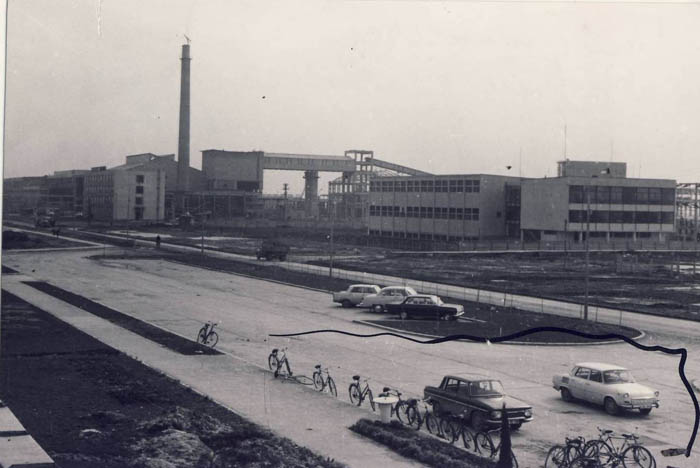
Întreprinderea de geamuri Buzău, în 1970

După al Doilea Război Mondial, în urma deciziei de naționalizare din 11 iunie 1948 toate întreprinderile au fost trecute în proprietatea statului. De asemenea, regimul comunist a trecut și la aplicarea politicilor de industrializare forțată, unele din industriile implementate aici nefiind potrivite regiunii. În 1965 s-a demarat proiectul zonei industriale Buzău Sud, o zonă industrială de 318 ha, în zona în care se aflase rafinăria Saturn, aruncată în aer în timpul celui de al Doilea Război Mondial. Cele mai importante întreprinderi din Buzău, nou înființate sau modernizate în această perioadă, se află pe platforma Buzău Sud: Întreprinderea de sârmă și produse din sârmă (denumită după 1990 Ductil), Întreprinderea de aparate cale (după 1990, Apcarom), Întreprinderea Metalurgica (cea fondată în 1928), Întreprinderea de geamuri (din 1991, Gerom S.A.).

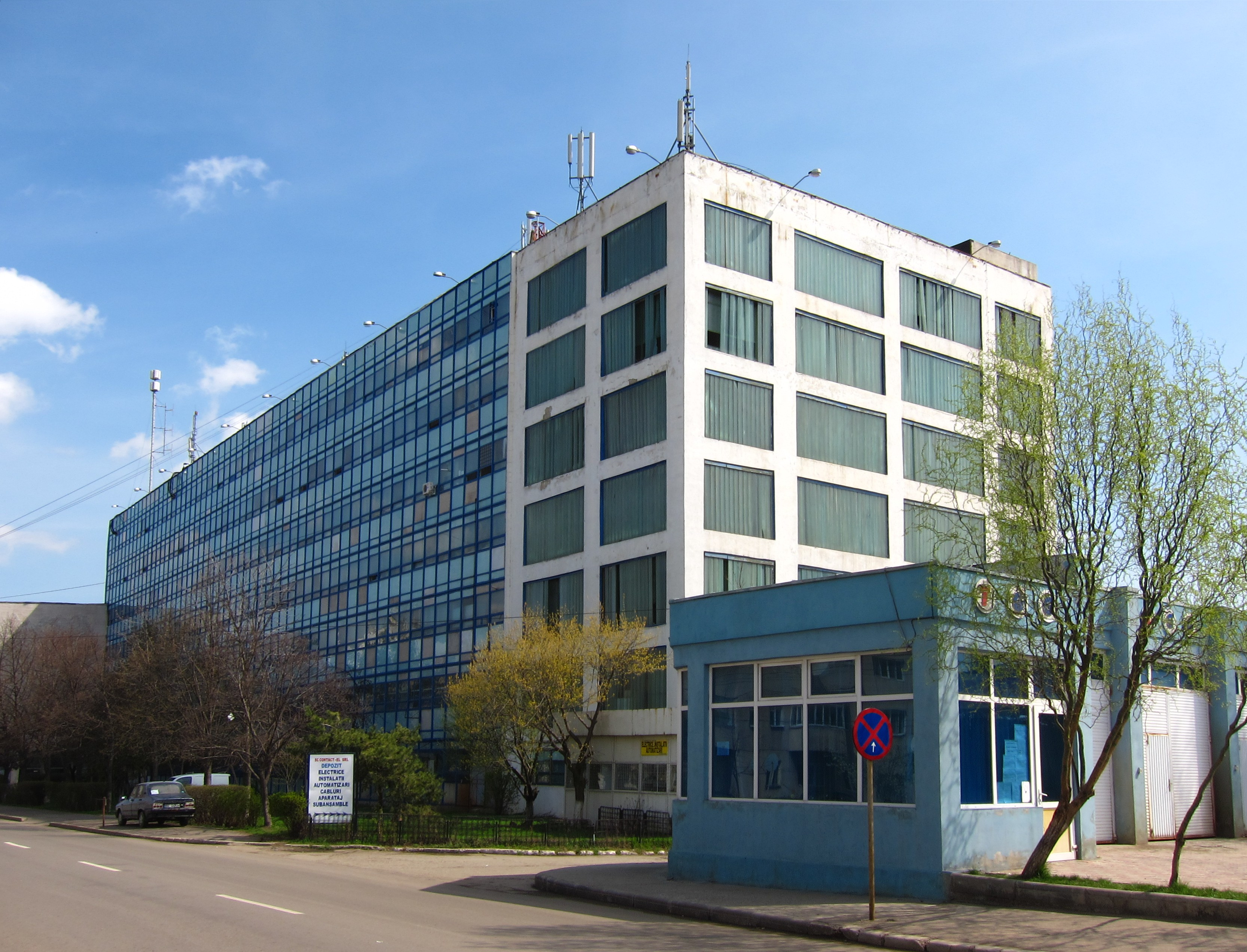
Întreprinderea de Contactoare din Buzău

Alte întreprinderi industriale din Buzău au fost înființate în această perioadă în alte zone, cum este Întreprinderea de Contactoare aflată în zona de nord-est a orașului și cea de mase plastice (după 1990, Romcarbon S.A.) aflată în nord.
În ciuda industrializării forțate, Buzăul nu s-a axat pe o singură industrie și nu a existat o singură întreprindere de care să depindă întreaga economie a orașului. Conform noii legi a societăților comerciale, adoptată în 1990, după înlăturarea regimului comunist, întreprinderile din oraș s-au reorganizat ca societăți pe acțiuni. Doar câteva din aceste societăți nu au supraviețuit tranziției spre economia de piață, multe altele, în urma privatizărilor urmate de reorganizări, devenind sau redevenind competitive.

### Situația actuală
În prezent, cea mai mare companie cu sediul în Buzău este holdingul Romet, cu capital integral românesc, compus din mai multe firme care produc izolații pentru conductele de apă și gaze, filtre de apă, stingătoare de incendii și alte produse. Compania a avut succes în anii 1990, comercializând filtrul de apă Aquator. În 1999, acest grup de firme a achiziționat și firma Aromet S.A., succesoarea fabricii Metalurgica, fondată în 1928.

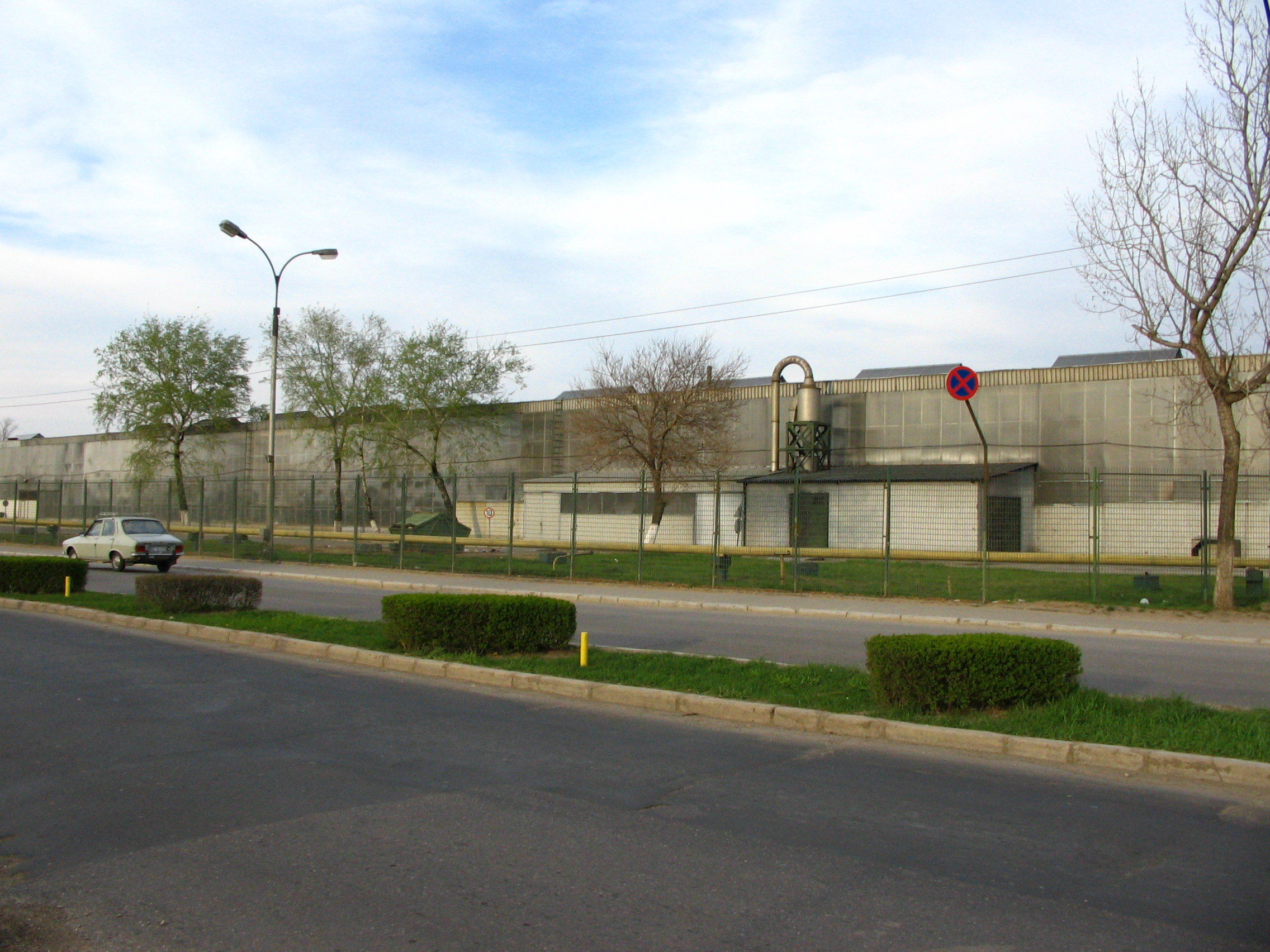
Fabrica de sârmă Ductil

Alte companii din Buzău au fost privatizate prin programe vizate de Banca Mondială. Apcarom S.A., unic producător în România de aparate de cale ferată, a fost achiziționat de compania austriacă VAE, și are în anul 2008 un capital social de 7,38 milioane lei. Ductil S.A., una din cele mai mari societăți economice din Buzău, a fost privatizată în 1999 și divizată în perioada 1999-2000 de noul acționar majoritar, FRO Spa, acesta păstrând doar secția de electrozi și echipamente de sudură și vânzând celelalte secții. Secția care produce sârmă, produse din sârmă, plasă sudată, beton și feronerie a devenit Ductil Steel S.A. și a trecut în portofoliul companiei italiene Sidersipe. Secția de pulberi feroase a devenit Ductil Iron Powder. În 2007, FRO Spa a cedat și pachetul majoritar al Ductil S.A. companiei rusești Mechel, pentru 90 de milioane de euro. Zahărul S.A., producătorul de zahăr din oraș, a fost achiziționat de grupul Agrana România, cu capital austriac, grup care deține alte fabrici de zahăr la Roman, o fabrică de amidon la Țăndărei și una de sucuri la Vaslui.
Industria de morărit este în continuare o componentă a economiei locale, cel mai mare producător local pe această piață fiind Boromir Prod, controlat de omul de afaceri Constantin Boromiz, patronul grupului Boromir, care mai deține companiile Boromir Ind Vâlcea, Panmed Mediaș și Comcereal Sibiu.
Economia Buzăului este mai orientată spre industrie decât spre servicii, ceea ce făcea, conform unui studiu din 2016 al Băncii Mondiale să fie mai atrăgător pentru forța de muncă de calificare joasă (cel mult studii medii). Studiul arăta și că, majoritatea forței de muncă atrasă de oraș provine din interiorul județului, deoarece orașul se află centrul unei zone rurale compacte și dens populate și pentru că concurează cu orașe mai mari pentru atragerea migranților din alte județe, caracteristici pe care le împarte cu Alexandria. Tot proximitatea Bucureștiului face ca Buzăul să fie și sursă de migrație internă, aflată pe orbita capitalei din acest punct de vedere. Buzău se află pe locul al doilea, la mică distanță după Ploiești (un oraș cu populație aproape dublă), la numărul de angajați din București care provin din alte orașe între 1991 și 2011; studiul sugerează că, deși acesta a fost un dezavantaj în perioada anterioară, se poate transforma într-un avantaj.

## Transporturi

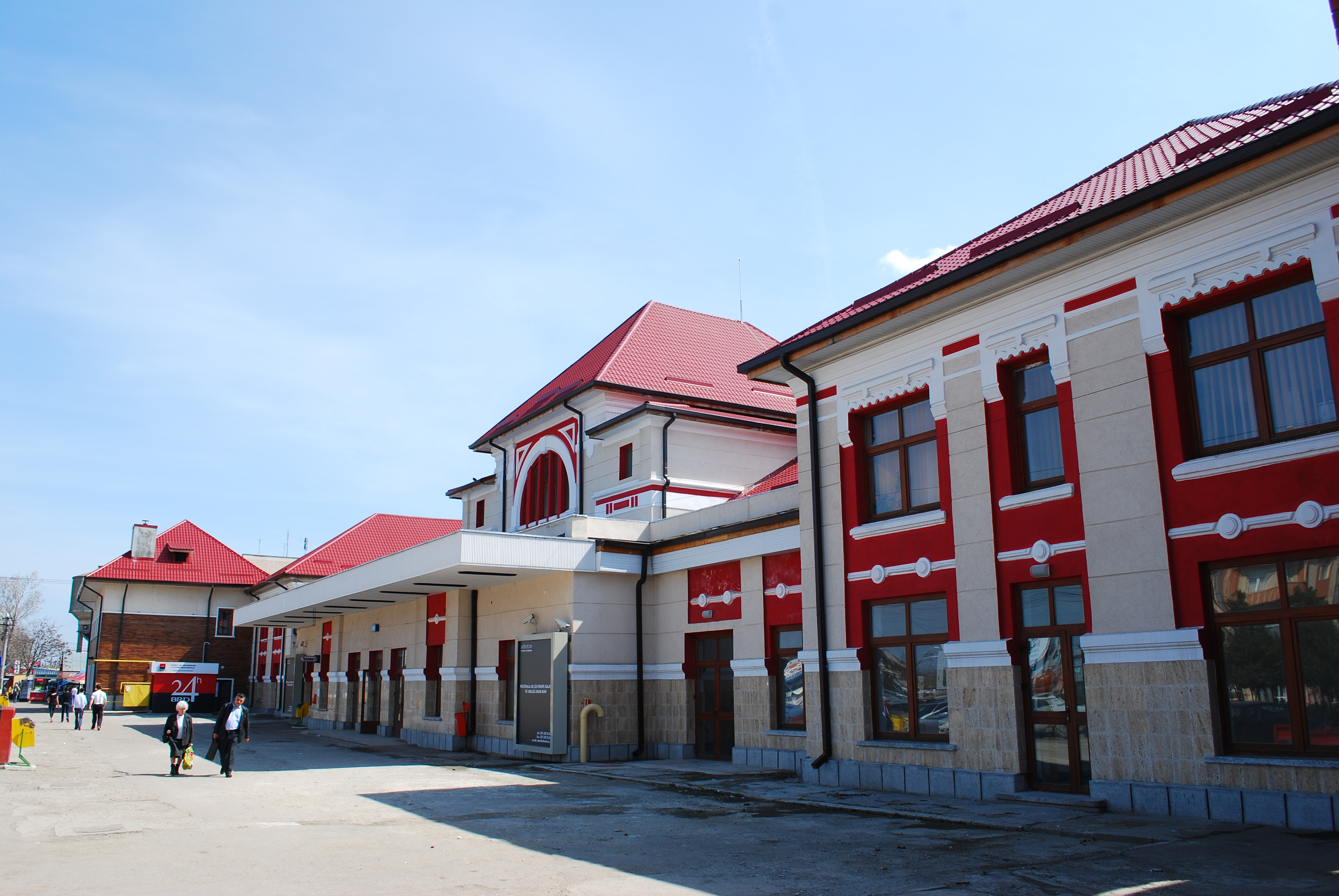
Gara Buzău

### Calea ferată
Buzău este un important nod feroviar, legând București și Ploiești de Focșani, Galați și Constanța. Gara din oraș a fost deschisă în 1872, împreună cu calea ferată București-Galați.
O ramificație a acestei căi ferate, de la Buzău la Mărășești a fost deschisă după câțiva ani, pe 13 iunie 1881, devenind prima cale ferată proiectată de ingineri români.
Linia Buzău-Nehoiașu, deschisă în 1908, leagă Buzău de multe din localitățile de pe valea Buzăului, inclusiv de orașele Nehoiu și Pătârlagele.

### Drumuri

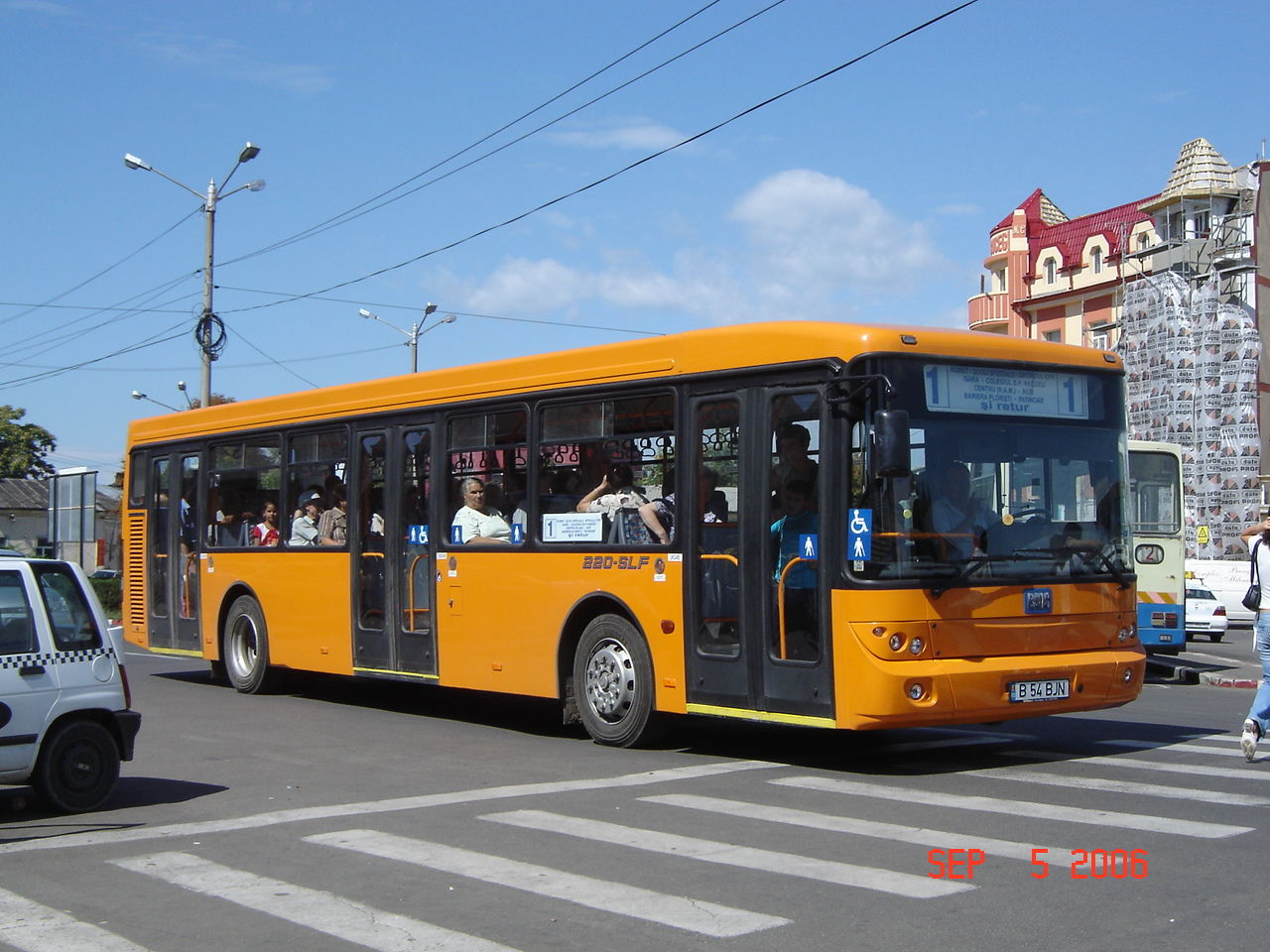
Autobuz pe linia 1, în apropierea gării

Prin municipiul Buzău trece șoseaua națională DN2 (parte din drumul european E85), care leagă orașul spre sud cu Bucureștiul și spre nord cu orașele importante din Moldova Occidentală. Lângă Buzău, din acesta se ramifică șoseaua națională DN1B (drumul european E577), care îl leagă de Ploiești, iar în nordul orașului, din DN2 se ramifică DN10, care traversează Munții Carpați pe la curbura sud-estică a acestora prin Pasul Buzău către Brașov. De asemenea, prin sudul orașului trece șoseaua județeană DN2B, care se ramifică din DN2 în comuna vecină Costești și duce spre est la Galați și la Brăila. Din acest drum, la Buzău se ramifică șoseaua județeană DJ203D, care duce spre sud la Țintești și Smeeni, unde se termină în DN2C, cele două drumuri asigurând împreună legătura rutieră a orașului cu Slobozia.
În sectorul municipiului, singurul pod rutier funcțional peste râul Buzău este cel de pe DN2 de la Mărăcineni. Mai există însă un alt pod rutier, care leagă orașul de comuna Vadu Pașii, pod aflat pe o rută desemnată ca drum comunal aflată în zona podului de cale ferată. Acesta a fost însă închis circulației rutiere după inundațiile din 2005, reabilitarea sa fiind amânată continuu, cu impact asupra economiei comunelor vecine de la nord-est, și este folosit de atunci doar de către pietoni și bicicliști. În mai 2015, deși în sfârșit proiectul era atribuit, începerea lucrărilor întârzia din cauza investigării unor presupuse fapte de corupție comise de oficiali ai Consiliului Județean Buzău. În 2021 a fost dat în folosință.
Din 2024 autostrada A7 trece prin estul municipiului Buzău, prin Vadu Pașii, unde se află nodul de legătură cu E85.
Două autogări principale, una aflată în nordul orașului și cealaltă în sud, în apropierea gării, dar și altele secundare, sunt folosite de companiile private de transport care operează servicii regulate de legătură rutieră cu alte orașe sau cu comunele din apropiere.

### Transport aerian
Buzăul nu are un aeroport civil, singura componentă de infrastructură aeriană a orașului fiind aeroportul și heliportul militar din sud-vest, folosit doar de aviația sanitară. Traficul aerian civil al Buzăului este deservit de Aeroportul Internațional Henri Coandă, din Otopeni, oraș aflat la 110 km distanță, aerogara regională pentru regiunea Munteniei.

### Transportul public
În Buzău circulă 11 linii regulate de autobuz, care leagă zonele rezidențiale de principalele zone industriale și zonele rurale  (inclusiv de platforma industrială Buzău Sud), de centrul orașului și de gară. Există câteva companii de taxi licențiate de primărie și care operează în oraș și în localitățile apropiate.

## Educație și cultură

### Contribuțiile culturale ale buzoienilor

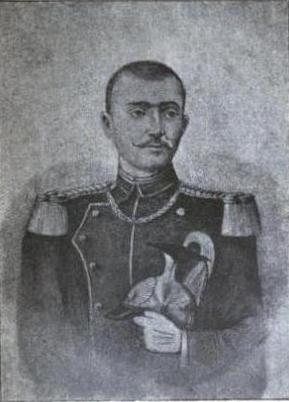
Vasile Cârlova, unul dintre primii poeți buzoieni și români

În perioada medievală și timpuriu-modernă, buzoienii care s-au remarcat în cultura românească au provenit din cercurile bisericești, un exemplu fiind episcopul Mitrofan, care a adus prima tiparniță la episcopia Buzăului și a tipărit biblia de la Buzău în 1691, în timpul lui Constantin Brâncoveanu. Mitrofan, el însuși meșter tipograf, a avut o activitate prolifică în domeniul publicațiilor bisericești. Pe lângă episcopia Buzăului a funcționat o școală de pictori de icoane și de muraliști pentru biserici, la care a studiat pictorul Gheorghe Tattarescu în ucenicia sa petrecută pe lângă unchiul său, Nicolae Teodorescu.

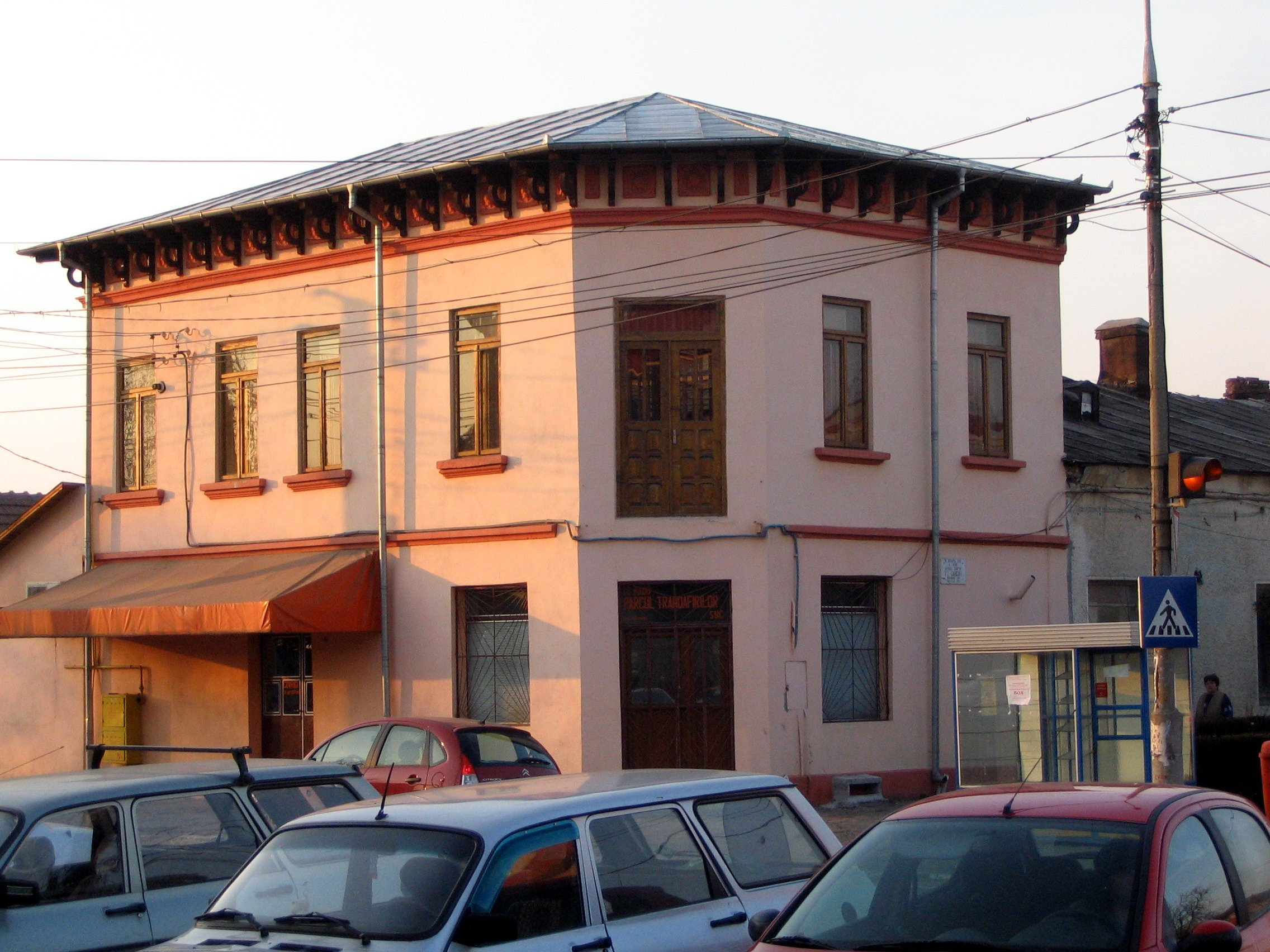
Casa în care a locuit Ion Luca Caragiale

Secolul al XIX-lea a fost unul al renașterii vieții culturale în Țara Românească, dar și în Buzău. Primul poet buzoian remarcat la nivel național a fost tânărul ofițer Vasile Cârlova, fiul fostului ispravnic al Buzăului, Ioniță Cârlova. Cârlova a murit la 22 de ani, după ce publicase cinci poezii. În 1868 s-a deschis prima librărie la Buzău, a lui Al. Georgescu, iar în 1873 a luat ființă noua tipografie „Alexandru Georgescu”, prima tipografie laică, deschizând drumul publicisticii buzoiene. Tot în 1873, Basil Iorgulescu a înființat Biblioteca Gimnaziului „Tudor Vladimirescu” (Colegiul Național "B.P. Hasdeu"), iar în 1893 Biblioteca Publică Carol I în noul local al gimnaziului. În 1895, s-a constituit prima colecție publică de piese arheologice, antropologice și istorice într-o sală a Gimnaziului „Tudor Vladimirescu”.
La Buzău a locuit spre sfârșitul secolului al XIX-lea Ion Luca Caragiale, care a închiriat un restaurant în apropierea gării în 1894, unde a petrecut un an, între noiembrie 1894 și noiembrie 1895. La liceul „Alexandru Hâjdeu” din oraș și-a făcut studiile liceale George Emil Palade, care avea apoi să devină un renumit biolog și laureat al premiului Nobel după plecarea sa în Statele Unite ale Americii imediat după al Doilea Război Mondial. Constantin Brâncuși a locuit și el în oraș în vara lui 1914, după ce Eliza Seceleanu, văduva unui tânăr boier local, l-a angajat să-i realizeze două sculpturi: Rugăciune și bustul lui Petre Stănescu, răposatul ei soț, pe care le-a amplasat în cimitirul Dumbrava.
Originar din regiunea Buzăului, medicul și scriitorul Vasile Voiculescu a devenit cunoscut pentru proza sa fantastică, dar și pentru sonetele de inspirație shakespeariană. După ce a început studiile secundare la același liceu „Alexandru Hâjdeu”, Voiculescu a plecat la București, unde a studiat la școala Sfântul Sava, unde s-a împrietenit cu un alt concitadin al său, George Ciprian, viitor dramaturg și autor al unor piese de teatru absurd. În același an cu Voiculescu, la Buzău se născuse Pamfil Șeicaru, care a devenit un influent jurnalist interbelic; atât Voiculescu, cât și Șeicaru au fost condamnați de regimul comunist instaurat după al Doilea Război Mondial; Voiculescu a petrecut, la o vârstă înaintată, 4 ani în închisorile comuniste, iar Șeicaru, condamnat la moarte în contumacie, s-a refugiat în Europa Occidentală.
Tot în perioada interbelică, s-a remarcat și artista buzoiancă Margareta Sterian (pictoriță, scriitoare și traducătoare de limba engleză); reprezentantă a micii comunități evreiești, Sterian s-a remarcat atât în perioada interbelică, cât și în cea comunistă, într-un domeniu neafectat de cenzură, deși a fost marginalizată în perioada stalinistă, în care era promovat proletcultismul în artă.
În perioada comunistă, muzica ușoară era încurajată de autoritățile regimului și la Buzău, și școala de artă, înființată în 1957, a produs artiști ca Laurențiu Cazan și Mihaela Runceanu, a cărei moarte violentă în plină carieră în 1989 a șocat opinia publică a vremii.

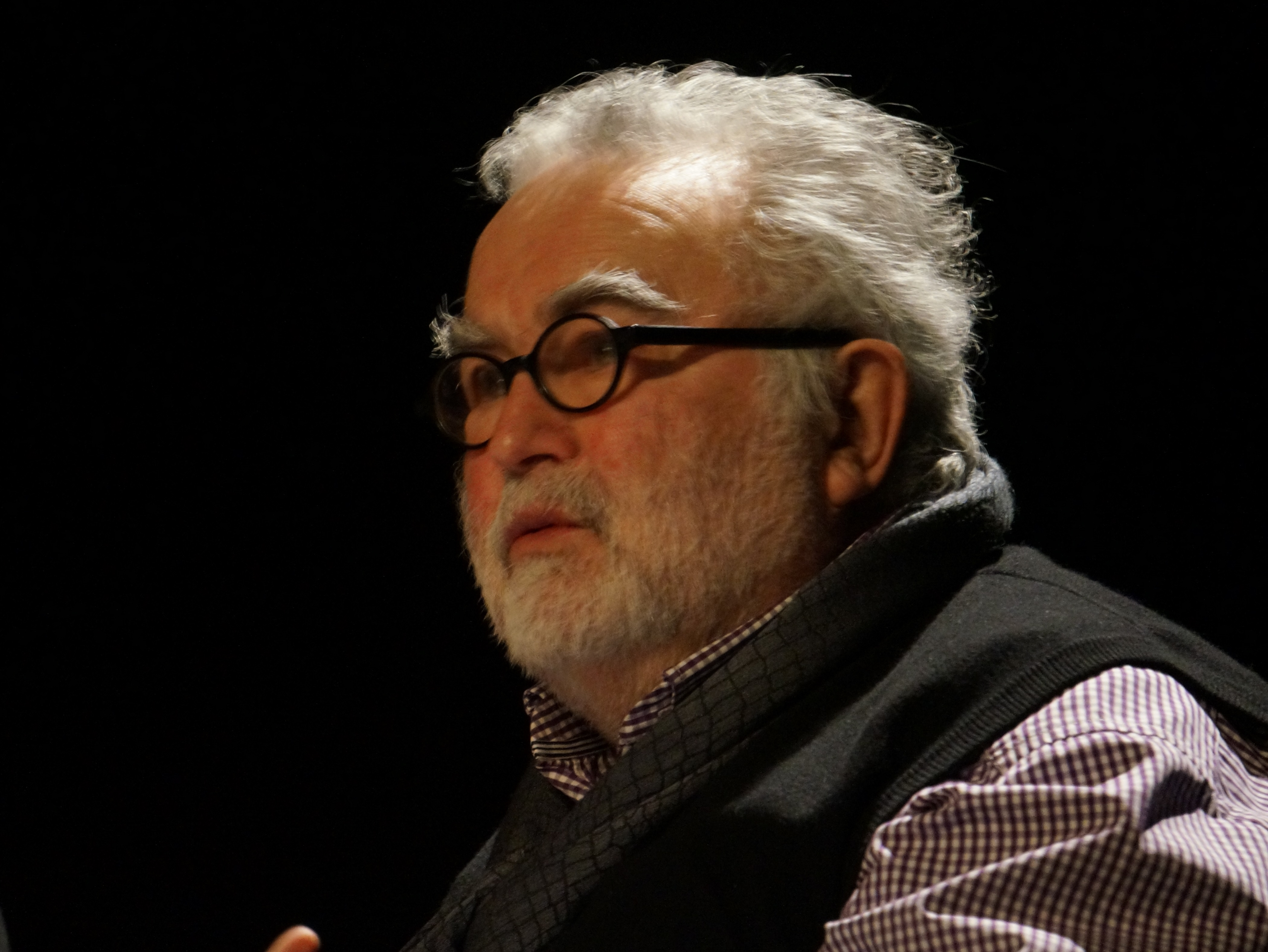
Dramaturgul George Banu

Tot în perioada comunistă a activat și criticul literar Laurențiu Ulici, și el originar din Buzău. Într-o perioadă în care creația literară din România era supusă unei grele cenzuri, Ulici urmărea scriitori debutanți și le recenza lucrările. După spusele lui Cristian Teodorescu, Ulici nu se opunea fățiș regimului, dar încerca să încurajeze la debutanții pe care îi urmărea tendințe antitotalitare, „făcând din aceasta o chestiune estetică”. Ulici a activat și în politică după 1990, fiind membru al Partidului Alianța Civică până la moartea sa în 2000. Tot în domeniul criticii de artă s-a remarcat un alt buzoian, George Banu, critic de teatru de anvergură internațională, stabilit la Paris.  Ziaristul Adelin Petrișor s-a remarcat prin reportajele sale din numeroase zone de conflict.

### Instituții și evenimente culturale și educative

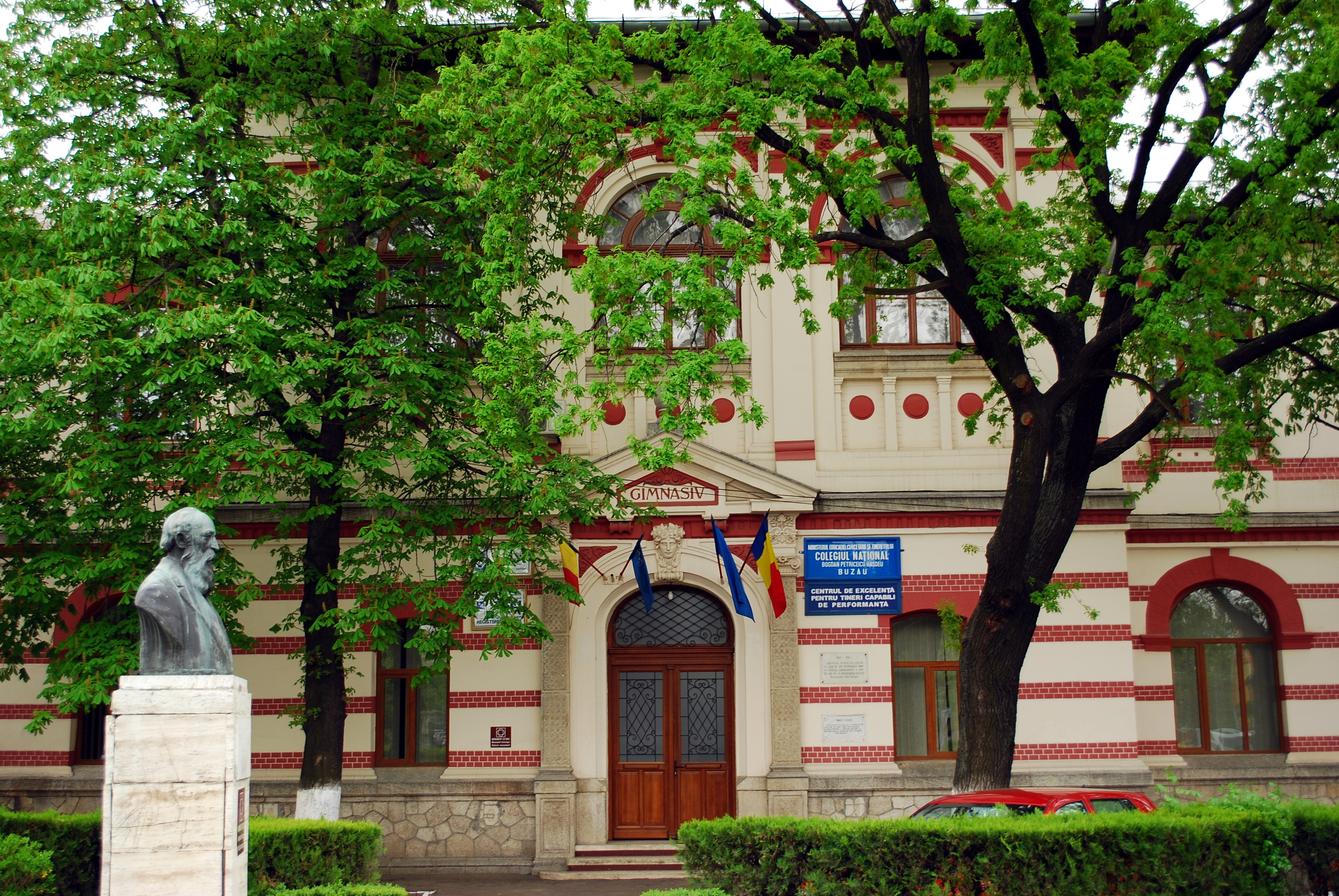
Colegiul B.P.Hasdeu

Astăzi denumit Colegiul Național „B. P. Hasdeu”, Gimnaziul „Tudor Vladimirescu” a fost înființat în 1867 și a devenit în timp cea mai prestigioasă instituție de învățământ a orașului, clasându-se în topul instituțiilor de învățământ preuniversitar din țară. Clădirea sa a fost construită pe un teren care a aparținut mănăstirii Banului; în 1875, școala a primit numele „Alexandru Hâjdeu” și apoi, după 1932, „Bogdan Petriceicu Hasdeu”. În perioada interbelică, se înființează noi școli liceale, cea mai importantă fiind Școala secundară de fete gr. II (actualmente, Colegiul Național Mihai Eminescu), deschisă în 1919. În aceeași perioadă, s-a înființat la Buzău și actualul Liceu Special pentru Deficienți de Vedere, una dintre cele șapte astfel de școli din țară.

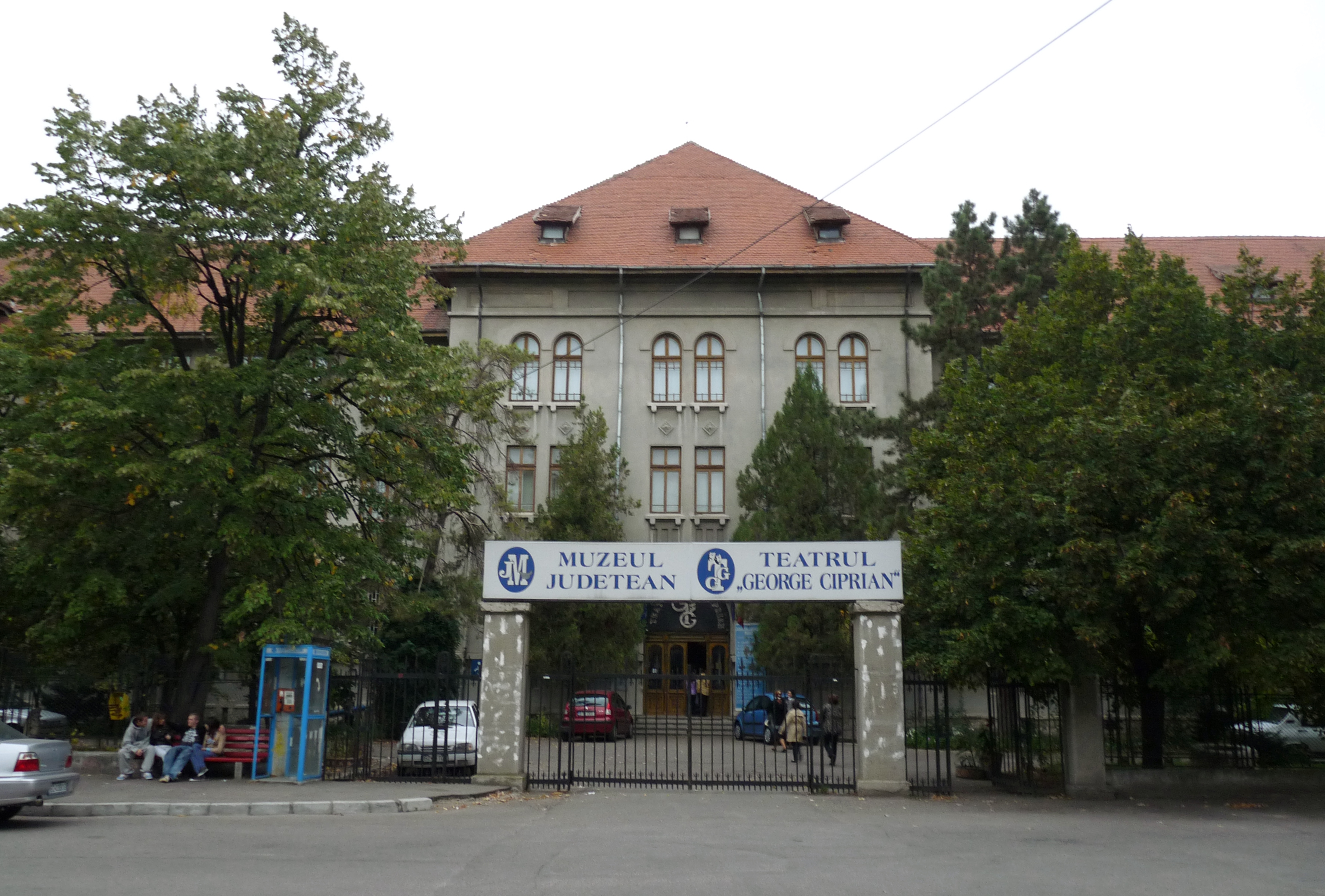
Clădirea Muzeului Județean și a Teatrului George Ciprian

În 1873 a fost înființată prima bibliotecă publică din Buzău, bibliotecă ce va avea începând cu 1893 numele „Biblioteca publică a Buzeului - Carol I”.
În 1951 a fost înființat în oraș ceea ce avea să devină în 1968 Muzeul Județean Buzău, instituție care gestionează atât expoziția de la sediul său din apropierea Parcului Crâng, cât și colecția de etnografie și artă populară de la casa Vergu-Mănăilă (clădire istorică din secolul al XVIII-lea), Casa Memorială Vasile Voiculescu din Pârscov, colecția muzeală de chihlimbar de la Colți, precum și Tabăra de sculptură de la Măgura.
Începând cu anul 1990 și sfârșitul regimului comunist, a început să apară o viață culturală a Buzăului mai activă. Anual, se desfășoară „Concursul național de creație literară «Vasile Voiculescu»”, un concurs pe două secțiuni: poezie și proză scurtă. Primul teatru din Buzău de după 1989, teatrul George Ciprian s-a înființat în 1996, prin eforturile lui Paul Ioachim, care a fost și director al teatrului, până la moartea sa în 2002. La începuturile sale, teatrul era unul de proiecte, neavând o trupă proprie. Din 2003, anual, la Buzău se desfășoară festivalul de teatru „Gala noilor generații - Capul de Regizor”, un festival structurat pe cinci secțiuni și conceput pentru promovarea tinerilor regizori. În timp însă a dezvoltat și o trupă, care efectuează uneori turnee, și organizează, în fiecare toamnă, începând cu 2013, festivalul „Săptămâna Teatrului Tânăr”, dedicat actorilor tineri, în principal studenți de la Universitatea Națională de Artă Teatrală și Cinematografică „Ion Luca Caragiale” din București. În 2016 a avut loc la Buzău prima ediție a unui festival de film, denumit BUZZ CEE și dedicat cineaștilor din Europa Centrală și Estică. În muzica rock, la Buzău se organizează încă din 1983 (cu întrerupere în 1991 și 1992) festivalul Top T, festival care, încă din timpul regimului comunist, în ciuda cenzurii și presiunilor autorităților, a promovat artiști locali, la început pentru casa de discuri Electrecord.
În 1992 s-a înființat „Colegiul Universitar Economic Buzău”, care aparține structurii Academiei de Studii Economice București, colegiu devenit centru de învățământ la distanță, care a adus prima formă de învățământ superior în oraș. Totuși, Buzăul nu este un centru universitar, în oraș nefuncționând nicio universitate cu sediul central aici.

## Sport

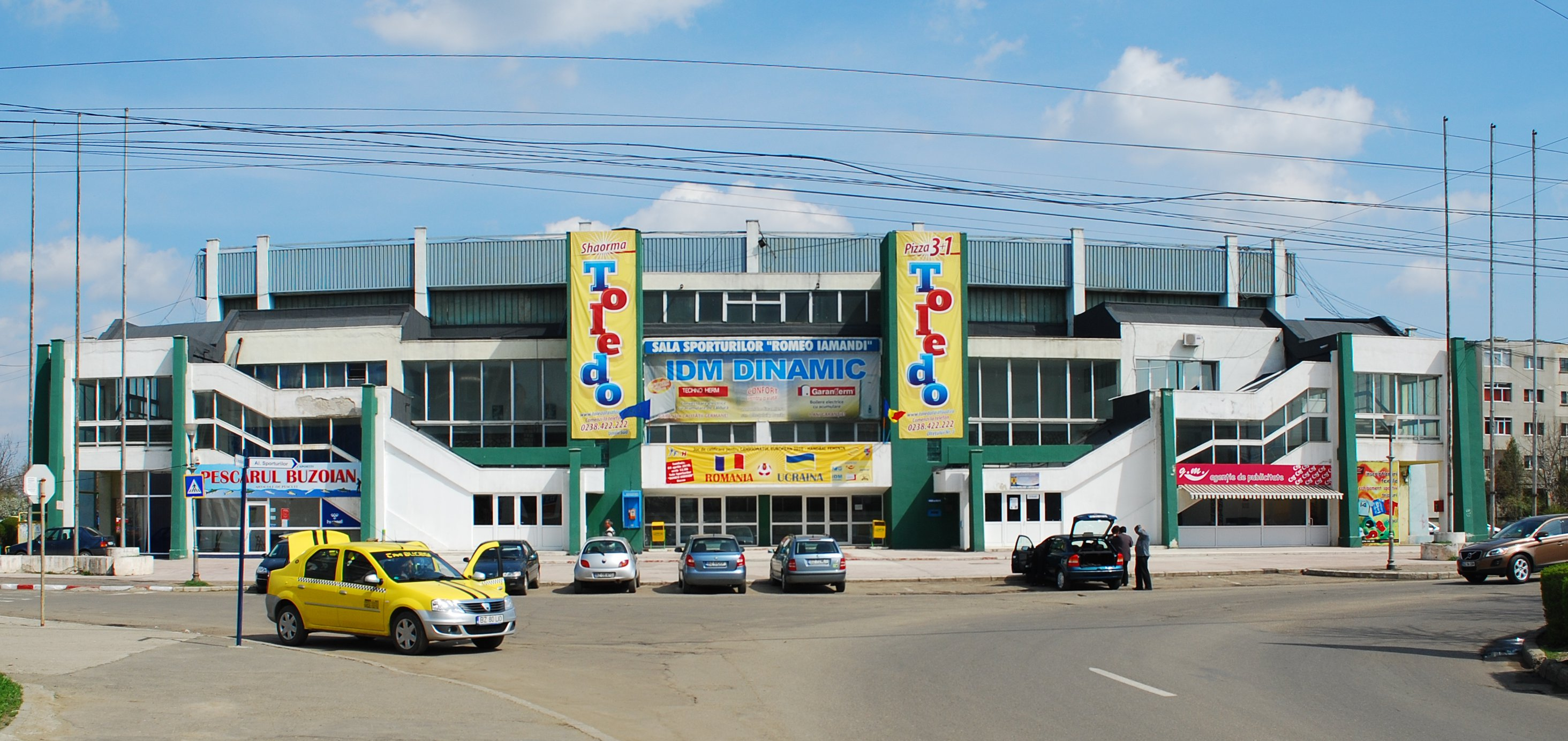
Sala Sporturilor „Romeo Iamandi” din Buzău

Deși Buzăul are o infrastructură sportivă foarte bine dezvoltată, performanțele sportivilor buzoieni nu sunt unele deosebite.
Cel mai vechi club de fotbal încă în activitate în oraș este Metalul Buzău, înființat în 1954 și care din sezonul 2017–2018 evoluează în liga a III-a, unde a revenit după o absență de 11 ani, fiind finanțată de Consiliul Județean Buzău.
Pe baza clubului Metalul, în 1973, s-a constituit prima echipă-fanion a orașului, FC Gloria Buzău, club desființat în 2016, a cărui echipă a jucat mai ales în Liga a II-a, al doilea eșalon de fotbal al României. Cele mai mari performanțe ale clubului sunt locul 5 în prima ligă românească în 1985 și calificarea în semifinalele Cupei României în 2008. Fotbaliștii cunoscuți lansați de clubul de fotbal buzoian s-au îndreptat în special către clubul Steaua București, cum a fost cazul cu Viorel Ion (cunoscut și pentru perioada petrecută în Bundesliga la VfL Bochum și care a revenit la Buzău pentru a antrena în multiple rânduri echipa care l-a lansat), Ilie Stan (multiplu campion național și jucător de bază al echipei participante de mai multe ori în Liga Campionilor UEFA în anii 1990) și Pompiliu Stoica. După ce primarul Constantin Boșcodeală a fost anchetat și apoi condamnat pentru ilegalități în finanțarea Gloriei Buzău, administrația locală nu a mai sprijinit clubul și acesta a acumulat datorii; insolvența nu l-a ajutat să se redreseze și în 2016 a fost declarat în faliment; jucătorii care recurseseră la pariuri ilegale și aranjamente de meciuri au fost suspendați, iar clubul nu și-a mai putut desfășura activitatea.
După dispariția Gloriei, un om de afaceri local, sprijinit de autorități, a pornit de la zero cu un nou club, FC Buzău, înființat în 2016 și care își dispută meciurile acasă pe Stadionul Municipal, aflat lângă parcul Crâng. Pornind de la înființare din liga a V-a (a doua la nivelul județului), a promovat în doi ani până în liga a III-a, după primul an fiind preluată de Primăria Buzău sub egida unui club sportiv municipal care a preluat denumirea defunctei Gloria.
SCM Gloria are însă și alte secții, principalele fiind cele de rugby și handbal feminin, aceasta din urmă jucând meciurile acasă în Sala Sporturilor care poartă numele fostului arbitru de handbal Romeo Iamandi, unde se desfășoară și competiții și întâlniri de baschet, volei sau tenis de masă. 
Interiorul sălii a fost renovat în anii 2000, ea fiind omologată de EHF și găzduind meciurile echipei de handbal feminin a SCM Gloria, ale celei de handbal masculin a clubului HC Buzău, dar, ocazional, și întâlniri ale altor echipe românești angrenate în competiții europene, cum ar fi cele ale echipelor de handbal masculin Dinamo București, Steaua București și HCM Constanța, precum și ale naționalei de handbal feminin a României, chiar dacă atunci când este plină, climatizarea interioară este depășită. Handbalul a căpătat o tradiție în Buzău, echipa HM Buzău (astăzi secția de handbal feminin a SCM Gloria) oscilând între prima și a doua divizie a sistemului competițional național. În handbal au activat buzoienii Romeo Iamandi (ca arbitru), Oprea Vlase (câștigător a opt titluri naționale și al Cupei Campionilor Europeni în 1965 cu Dinamo, apoi ca antrenor câștigător a patru campionate mondiale și două medalii olimpice), Gheorghe Covaciu (și el medaliat olimpic cu bronz în 1984), și Cornel Penu. La handbal masculin, HC Buzău a promovat în 2018 în Liga Națională. Lângă Sala Sporturilor se află și un bazin de înot olimpic, construit în aceeași perioadă cu sala și cu amenajarea Parcului Tineretului.
Patinoarul din Buzău se află în partea de sud-vest și a fost construit în anii 1980. Din cauza dificultăților economice ale perioadei următoare, patinoarul a fost abandonat și a rămas mai mulți ani în paragină, până în 2007 când primăria, în parteneriat cu dealerul local de automobile ElcarGid, a demarat un proiect de reabilitare, finalizat cu deschiderea patinoarului la 17 noiembrie 2007. Acesta a fost denumit IceMagic și a găzduit încă din primul an de la redeschidere Cupa României la patinaj artistic. El are și o bază sportivă unde s-a înființat o echipă de hochei pe gheață de juniori.
După ce în anii comunismului activase echipa „Contactoare” care a câștigat în 1988 Cupa României la rugby, în 2005, la Buzău s-a înființat un nou club de rugby denumit „Stejarul”, promovat în 2018 în prima divizie națională, Superliga, după o altă tentativă eșuată în 2013 din cauza lipsei de finanțare. Echipa Stejarul a fost preluată și ea sub umbrela SCM Gloria, reușind după un an promovarea în Superligă. Ea își dispută partidele pe teren propriu pe stadionul „Prințul Șerban Ghica” din parcul Tineretului.

## Orașe înfrățite
Municipiul Buzău este înfrățit cu următoarele localități:
- Oudenaarde, Belgia din  1999;
- Agios Dimitrios, Grecia din  2006;
- Baoji, China din  2006;
- Soroca, Republica Moldova din  2012.[156]